# Station Mannheim OEG
Station Mannheim OEG is een voormalig spoorwegstation in de Duitse plaats Mannheim. Het station werd  geopend in 1887 en gesloten in 1973. 